# Hayden Foxe
Hayden Foxe, avstralski nogometaš in trener, * 23. junij 1977.
Za avstralsko reprezentanco je odigral 11 uradnih tekem in dosegel dva gola.